# Mario Socrate
Mario Socrate (Roma, 1920 – Roma, 27 marzo 2012) è stato un ispanista, poeta e romanziere italiano.

## Biografia
Figlio del noto pittore Carlo, è stato professore emerito alla Terza Università di Roma e tra i fondatori della rivista Città aperta.
Oltre a una notevole produzione come ispanista (Il linguaggio filosofico della poesia di Antonio Machado, presentazione di Cesare Segre, Padova, Marsilio, 1972; Il Riso Maggiore di Miguel de Cervantes, La Nuova Italia, 1997) e traduttore (Luis de Góngora, Poesie, Modena, Guanda, 1942; Federico García Lorca, Sonetti dell'amore oscuro: e altre poesie inedite, Milano, Garzanti, 1985) vanta un'intensa attività come poeta e romanziere.
Con la raccolta Punto di Vista (Milano, Garzanti, 1985) ha vinto il Premio Viareggio per la poesia.
È stato anche autore di testi per canzoni (Ballo tondo del Vietnam; Noi lo chiamiamo Vietnam, musica di Fiorenzo Carpi) e attore in Il vangelo secondo Matteo di Pier Paolo Pasolini.
È scomparso nel 2012 all'età di 92 anni.
La figlia Francesca è docente universitaria e scrittrice.

## Opere
- Poesie illustrate, Roma, Vettorini, 1950.
- Roma e i nostri anni, Milano, Feltrinelli, 1957.
- Favole paraboliche, Milano, Feltrinelli, 1961.
- Il mondo è alle porte, Milano, Feltrinelli, 1964.
- Tutto il tempo che occorre, Milano, Mondadori, 1964.
- Il linguaggio filosofico della poesia di Antonio Machado, Roma, Edizioni dell'Ateneo, 1970; Padova, Marsilio, 1972.
- Manuale di retorica in ultimi esempi. Poesie, Padova, Marsilio, 1973.
- Prologhi al Don Chisciotte, Venezia-Padova, Marsilio, 1974.
- Il punto di vista, Milano, Garzanti, 1985.
- Allegorie quotidiane, Milano, Garzanti, 1991. ISBN 88-11-63971-9.
- Il riso maggiore di Cervantes. Le opere e i tempi, Scandicci, La nuova Italia, 1998. ISBN 88-221-2842-7.
- Rotulus pugillaris, e altre poesie, San Cesario di Lecce, Manni, 2004. ISBN 88-8176-563-2.